# Лентела
Лентела (итал. Lentella) је насеље у Италији у округу Кјети, региону Абруцо.
Према процени из 2011. у насељу је живело 580 становника. Насеље се налази на надморској висини од 386 м.

## Становништво
Према резултатима пописа становништва 2011. у општини је живело 725 становника.
| 1931. | 1936. | 1951. | 1961. | 1971. | 1981. | 1991. | 2001. | 2011. |
| ----- | ----- | ----- | ----- | ----- | ----- | ----- | ----- | ----- |
| 953   | 1.033 | 1.201 | 961   | 771   | 779   | 773   | 768   | 725   |